# Cippo (stele)

Vari tipi di cippi

Un cippo (plurale: cippi, in latino cippus) è una stele di pietra di forma quadrata o rotonda, recante un'iscrizione.
Questo piccolo monumento originariamente serviva da indicatore del percorso (ad esempio un acquedotto romano, con il nome dell'autore dell'opera, così come altre indicazioni) o un indicatore di delimitazione di una proprietà.
Successivamente, il termine si riferisce a un piccolo monumento nella forma di un basso pilastro che indicava la posizione di una tomba e recava un'iscrizione funeraria (ad esempio gli Etruschi contrassegnavano il genere del defunto da una forma particolare, nella forma di un sughero o cipolla per gli uomini, nella forma di un cilindro per le donne nella necropoli del Crocifisso del Tufo di Orvieto). Questa piccola edicola, appena sollevata da terra, conteneva uno scavo destinato a ricevere un'urna funeraria. Il cippo funerario è oggi un elemento di architettura in un cimitero: un piccolo monumento funerario spesso a forma di mezza colonna (con o senza capitello, con o senza acroterio, talvolta decorato con antefisse ai quattro angoli, dotato di una cornice così legata agli altari della civiltà romana), è sollevato come pietra tumulare sulla fossa mortuaria di un individuo.

## Galleria d'immagini

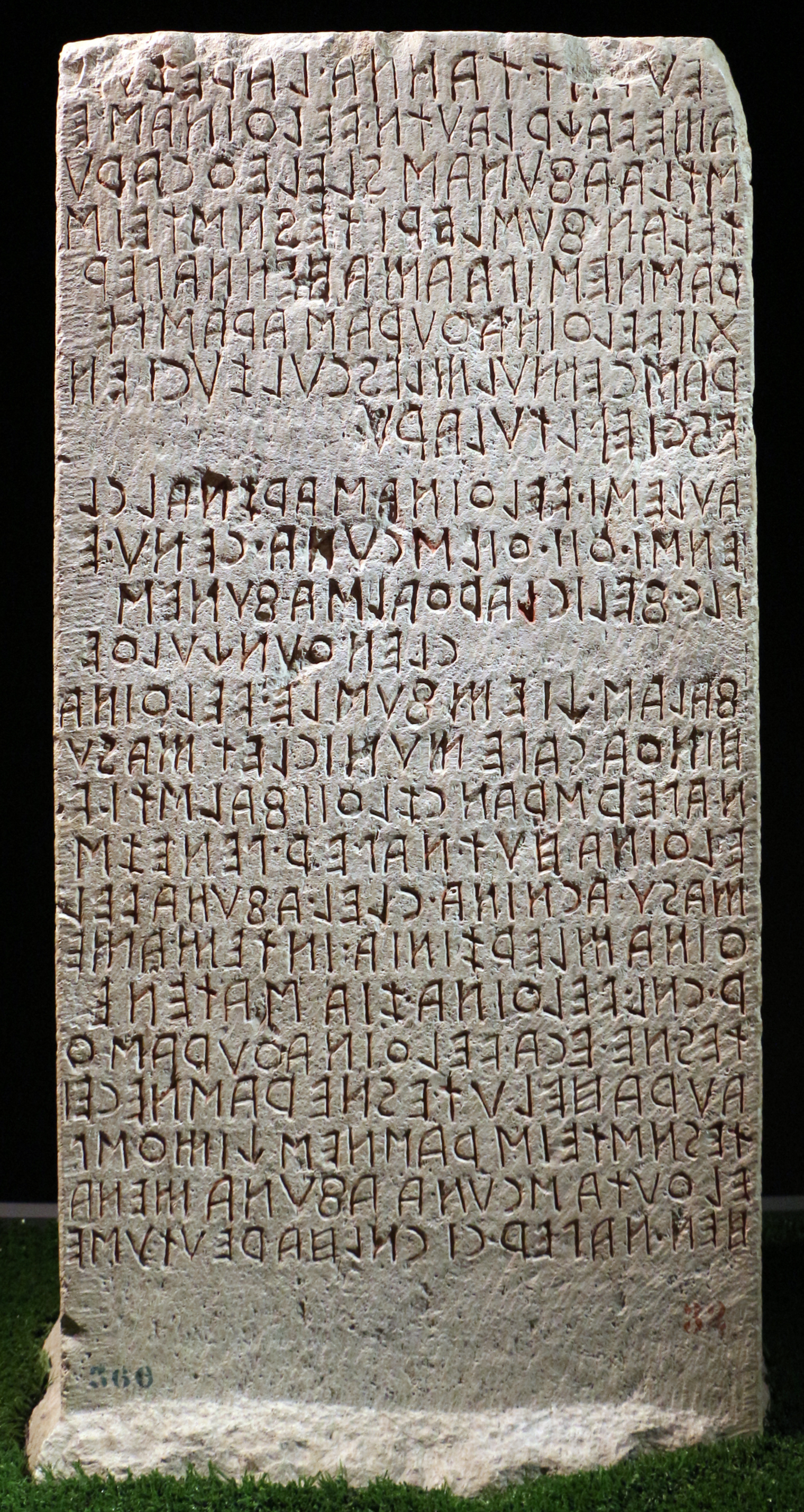
Cippo di Perugia
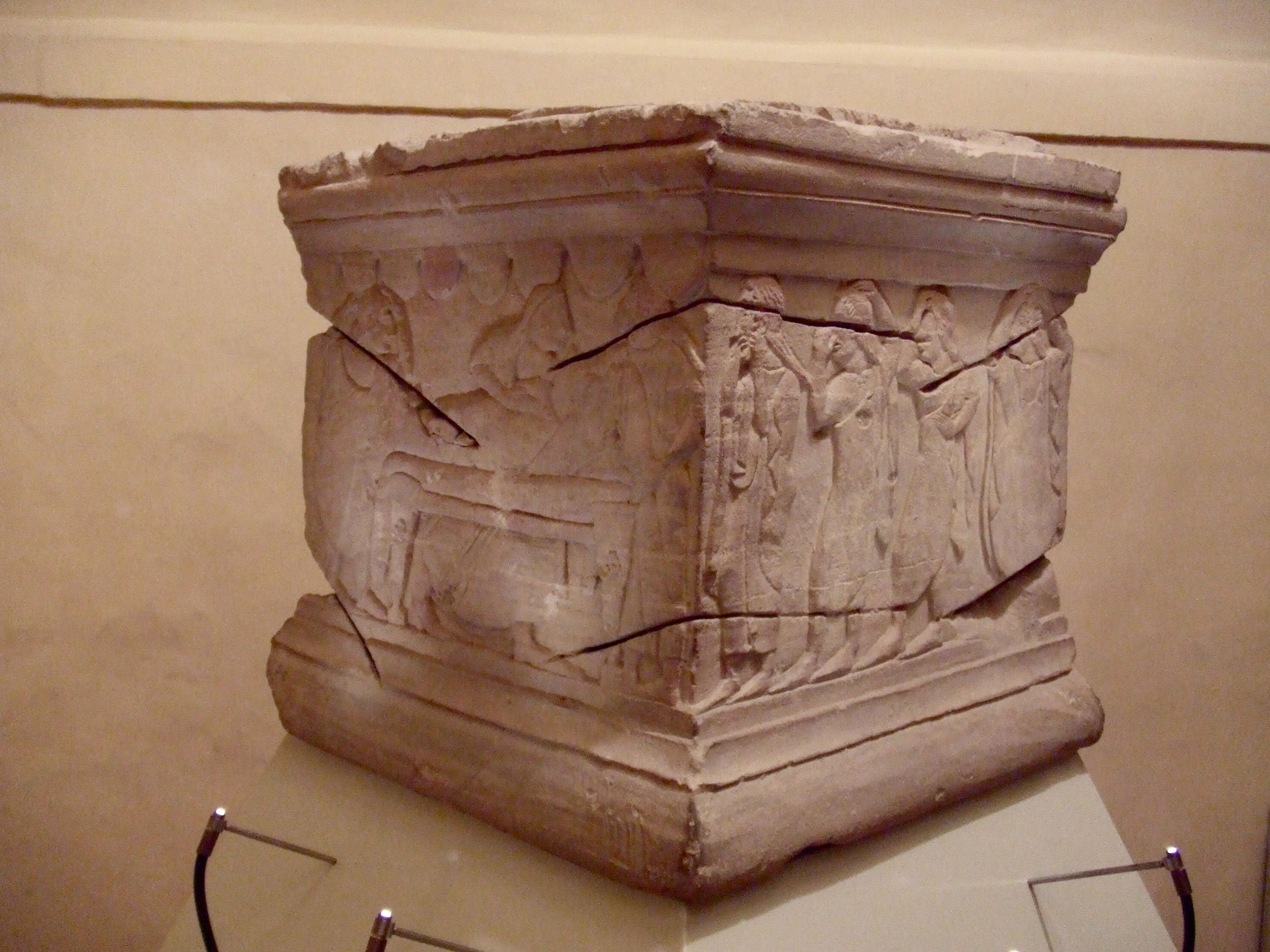
Cippo etrusco in pietra fetida a Sarteano
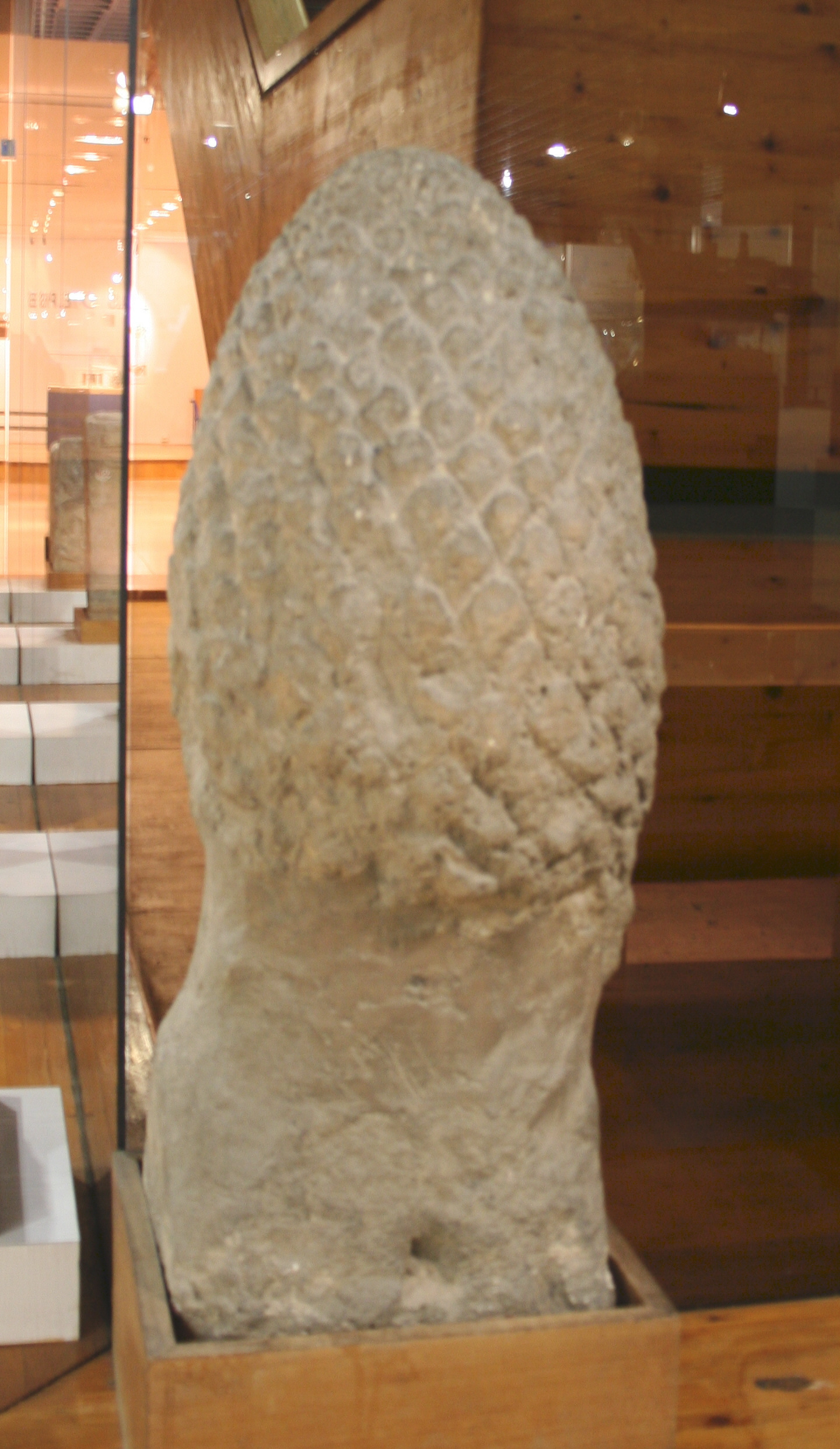
Cippo sormontato da una pigna, che simboleggia l'albero della vita
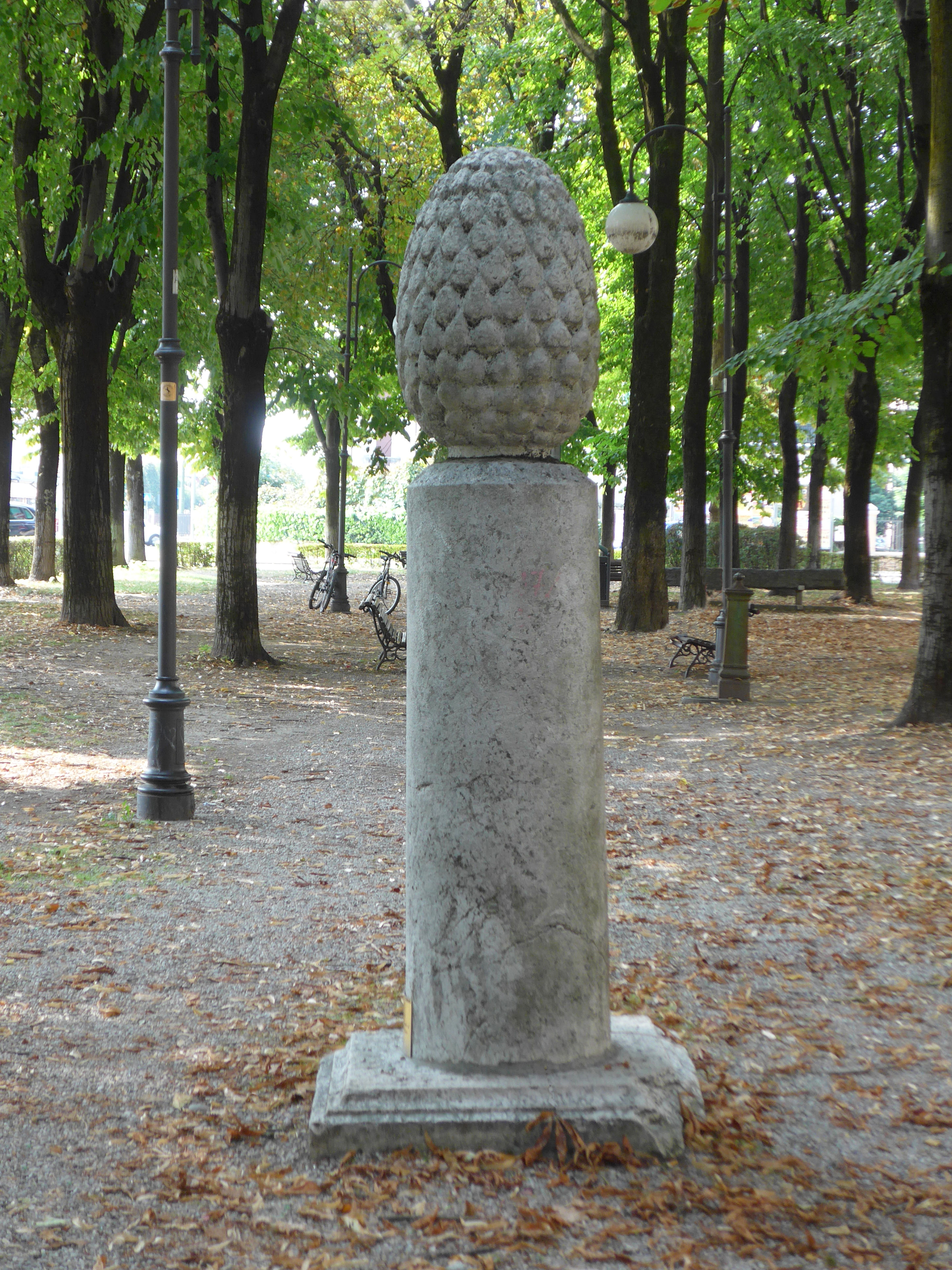
Castel Goffredo, monumento La Pigna